# Rink hockey en Argentine
La pratique du Rink hockey en Argentine est très développée principalement dans la province de San Juan. 

## Introduction en Argentine
Manuel Menéndez, en rédigeant le premier règlement argentin sur le rink hockey en 1928, est alors considéré comme le fondateur de la discipline en Argentine. 
Dès les années 1930, les joueurs venant de San Juan sont majoritaires dans la sélection nationale. De nombreux joueurs de cette province ont choisi de s'exporter dans les championnats européens. 
Lorsque les enfants de San Juan se mettent aux sports, peu d'activité sportive leur sont proposés. Mais parmi ces activités, il y a le rink hockey. De ce fait le rink hockey est très développé localement.
Dans les années 1960, le rink hockey est bien plus développé que le handball, si bien que ce sont les joueurs de handball qui empruntent les terrains de rink hockey afin de pratiquer leur discipline.

## Actions de développement
En 2019, l'action de développement « Deporte en la Comunidad », sous la direction du sous secrétaire au développement social, promeut la pratique du sport par les enfants de 6 à 12 ans et les adultes dans les 19 départements de la province de San Juan. Dans ce cadre, les enfants du département de Calingasta ont un accès gratuit à la pratique du rink hockey au Polideportivo Barreal, ceux du département d'Iglesia peuvent se rendre au Polideportivo Iglesia sous la responsabilité d'Enrique Elizondo. Des interventions sur les bonnes pratiques alimentaires sont également exposées aux jeunes sportifs. 
Le politique sportive lancée par le gouverneur de la province, par l'intermédiaire du secrétaire d'État au sport, se matérialise également par une poursuite de la rénovation des équipements sportifs de la province. Le 14 août 2019, le Club Barrio Rivadavia est le quatorzième à obtenir un toit au-dessus de son terrain sur les dix-neuf que compte le programme. Le mois suivant, c'est au tour du Club Lomas de Rivadavia qui bénéficie par ailleurs d'un système d'éclairage pour permettre la pratique sportive le soir après la nuit tombée. Cette initiative n'est pas réservée au rink hockey puis le Jockey Club est un club pour des sports de plage bénéficie également du programme. Dans une moindre mesure, le club de Neuquén bénéficie d'une restauration de sa salle. Le Colón Junior fait quant à lui appel à ses propres licenciés afin de réaliser une partie des travaux de restauration du terrain. 
Dans le cadre de la semaine de compétitions intercollèges, le Club Social San Juan organise la compétition masculine de rink hockey pour les moins de 12 ans.
Dans les années 2010, les enfants préfèrent de Mendoza préfère le futsal, alors que ceux de San Juan privilégient le rink hockey.
Malgré les efforts de promotion, une commission sportive dirigée par le champion du monde 1995 Roberto Roldán constate que le rink hockey est le sport dont la pratique s'est le moins développé localement bien que des efforts aient été réalisés. La commission arrive à la conclusion que le rink hockey n'a aucune représentativité que ce soit au niveau régional, national et même international. 
À la suite de l'épidémie de Covid, les entrainements reprennent dès juillet 2020 au Calafate Patín Club, mais avec des mesures sanitaires. Dans la province de San Juan, il faut attendre la première semaine d'août.

### Salles
La salle Aldo Cantoni où se pratique le rink hockey à San-Juan est inauguré en 1967.
Certaines infrastructures sportives ont subi de forte dégradation en raison de l'absence d'entretien durant l'épidémie de Covid en 2020.

## Compétitions nationales

### Organisations
En avril 2019, José Innella est maintenu à la tête de l'« Asociación Mendocina de Patín » pour son troisième mandat consécutif.

### Championnats

#### Premier système
Le premier championnat argentin se tient en 1994. À ses débuts 14 équipes concourent au championnat. Pour y participer, une équipe devait obtenir une place. Les places étaient accordés au vainqueur de la saison précédente, au vainqueur de la seconde division. Trois places étaient accordées à la Federación Porteña de Patín, quatre à la Federación Sanjuanina de Patín, quatre à la Asociación Mendocina de Patín et une place reste à déterminer. 

#### Refonte du championnat
Depuis 2012, le championnat a été réformé. Il est organisé sous l'autorité de la Federación Argentina de Hockey sobre Patines. 
La Liga Nacional A1 est divisé en trois groupes A, B et C. Chacun de ces groupes est composé de cinq équipes. Les cinq équipes d'un même groupe s'opposent chacune les unes contre les autres dans des rencontres aller et retour. 
La Liga Nacional A2 se compose quant à elle de cinq groupes.

### Les clubs
En 2019, les clubs existants sont notamment ceux de :
| Buenos Aires    | Mendoza           | San Juan                        | Santa Fé        | Entre Ríos             |
| --------------- | ----------------- | ------------------------------- | --------------- | ---------------------- |
| Harrod's        | Bern. Rivadavia   | Barrio Rivadavia                | Union San Guill | Talleres               |
| Ciudad BS AS    | Atl. Palmira      | Social San Juan                 |                 | Rowing                 |
| GEBA            | Petroleros YPF    | Unión Deportiva Bancaria        |                 | Atlético Neuquén       |
| Argentinos Jrs  | Andes Talleres    | UD Caucetera                    |                 | Echagüe                |
| Comunicaciones  | Casa de Italia    | Lomas de Rivadavia              |                 | Recreativo Bochas Club |
| Huracan         | La Colonia Junin  | Sindicato Empleados de Comercio |                 |                        |
| River Plate     | Banco Mza         | Alerastain                      |                 |                        |
| San Lorenzo     | Godoy Cruz        | Concepciòn                      |                 |                        |
| Velez Sarsfield | IMPSA             | Estudiantil                     |                 |                        |
| E. Porteño      | Maipu Giol        | Hispano                         |                 |                        |
|                 | San Martin        | Huarpes                         |                 |                        |
|                 | Leonardo Murialdo | Media Agua                      |                 |                        |
|                 |                   | Olimpia                         |                 |                        |
|                 |                   | Rcaing                          |                 |                        |
|                 |                   | Richet                          |                 |                        |
|                 |                   | Sarmiento                       |                 |                        |
|                 |                   | Social                          |                 |                        |
|                 |                   | UVT                             |                 |                        |
|                 |                   | Uniòn                           |                 |                        |
|                 |                   | Valencio                        |                 |                        |
|                 |                   | Colòn                           |                 |                        |

### Exportations de joueurs
La qualité des joueurs argentins se traduit par leur expatriation dans les championnats européens. 
En France, le club de l'US Coutras réalisent la grande majorité de ses recrutements à l'étranger en Argentine depuis les années 2000. Lors de la saison 2019, le club compte 8 joueur argentins dans ses équipes masculine et féminine. 
Les clu de Ok Liga s’intéresse même au championnat argentin pour les jeunes.
Les argentines sont également présentes dans le championnat espagnol. En 2019, Eliana Vera rejoint Daiana Silva et Adriana Gutiérrez en Ok Liga féminin.

## Compétitions internationales
Le rink hockey est intégré pour la première fois au Juegos Binacionales de Integración Andina (es) en 2019. Il s'agit d'un ensemble de compétitions annuels opposant des régions argentines et chiliennes. L'intégration de la discipline se faut en parallèle du cyclisme féminin, mais au détriment du football féminin. 

### Palmarès
L'argentine remporte l'épreuve de rink hockey aux jeux panaméricains de 1995.
| Clubs                                               | Équipe nationale |
| --------------------------------------------------- | --- |
| - 1 coupe intercontinentale - UV Trinidad : 1985-86 | - 5 championnats du monde - Champion (5) : 1978, 1984, 1995, 1999 et 2015 - Vice-champion (9) : 1976, 1980, 1997, 2001, 2005, 2009, 2011, 2013 et 2019 - 3 coupes des nations - Champion (3) : 1989, 1993 et 2017 - Jeux panaméricains : 1995 |